# Carlos Alves de Souza Filho

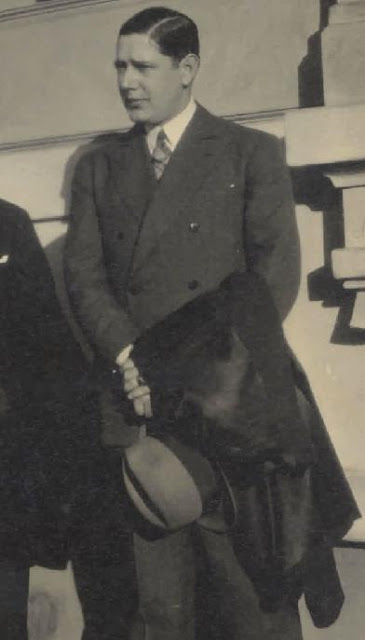
Carlos Alves de Souza Filho, 1928

Carlos Alves de Souza Filho (* 1901; † 9. April 1990 in Rio de Janeiro) war ein brasilianischer Diplomat.

## Leben
Carlos Alves de Souza Filho war der Sohn von Carlos Alves de Souza, 1938 Leiter der Abteilung Politik im brasilianischen Außenministerium. Er heiratete Clelia Bernardes Alves de Souza, eine Tochter von Artur da Silva Bernardes. 1934 war Carlos Alves de Souza Filho Geschäftsträger in Wien danach vom 3. Juni 1939 bis zum 23. Mai 1941 Botschafter in Belgrad. Nach dem Balkanfeldzug nahm Brasilien in London unter der Regierung von Getúlio Vargas am 12. Juni 1941 diplomatische Beziehungen zum exilierten jugoslawischen König Peter II. auf. Vom 29. Juli 1945 bis zum 5. August 1949 war Carlos Alves de Souza Filho Botschafter in Havanna. In seiner Abwesenheit war Jorge Emilio de Souza Freitas Geschäftsträger in Havanna. Vom 16. Februar 1950 bis zum 20. Februar 1956 war Carlos Alves de Souza Filho Botschafter in Rom.
Von 10. März 1957 bis 20. Januar 1964 war er Botschafter in Paris. In diese Periode fällt der so genannte Guerra da Lagosta (Langustenkrieg) in den Jahren 1961–1963 zwischen Brasilien und Frankreich. Die brasilianische Regierung unter João Goulart hatte einseitig ihrem Territorium einen Festlandssockel zugeordnet. Im Ringen um internationale Anerkennung mobilisierte sie ihre Streitkräfte gegen den Langustenfang von Schiffen unter französischer Flagge in diesem Seegebiet. Carlos Alves de Souza Filho machte publik, dass Charles de Gaulle diese „fahrlässige Außenpolitik“ der Brasilianer mit den Worten Brasilien ist kein ernstzunehmendes Land quittiert hatte. In einem internationalen Schiedsverfahren wurde Frankreich der weitere Fischfang im fraglichen Gebiet untersagt und französische Fischfangunternehmen mussten den brasilianischen Fischern eine Entschädigung entrichten.
Von 21. Januar 1964 bis 15. Mai 1966 war er Ambassador to the Court of St James’s. Carlos Alves de Souza Filho starb an einem Herzinfarkt.